# Exeter, Rhode Island

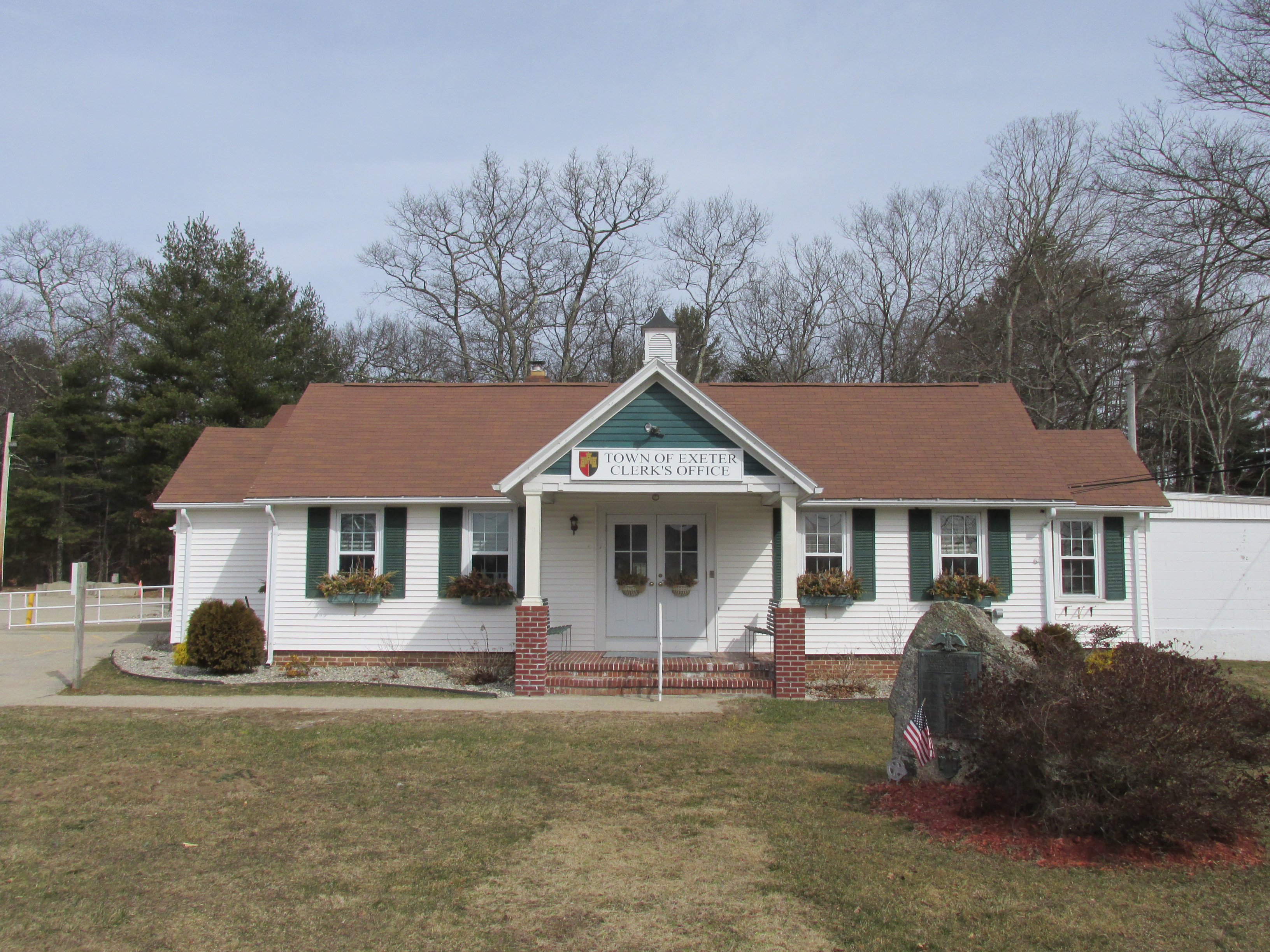

Exeter, kommun (town) i Washington County, Rhode Island, USA med cirka 6 045 invånare (2000). Den har enligt United States Census Bureau en area på 151,2 km². 